# Kaede Hondo
Kaede Hondo (本渡 楓?, Hondo Kaede; Nagoya, 6 marzo 1996) è una doppiatrice giapponese.
Ha doppiato i ruoli principali di numerose serie, tra cui Kamisama Minarai: Himitsu no Cocotama, Girlish Number, Anime-Gatari, Katana Maidens - Toji no miko, Comic Girls, Hinamatsuri e Zombie Land Saga.

## Ruoli principali

### Serie televisive
1999
- One Piece - Vegapunk/Atlas

2015
- Aoharu × Kikanjū - Yūka
- Diabolik Lovers More - Blood - Melissa
- Lance N' Masques - Alunno
- Kamisama Minarai: Himitsu no Cocotama - Kokoro Yotsuba
- Noragami Aragoto - Tomoko
- Fushigi na Somera-chan - Kukuru Nonomoto

2016
- Dagashi Kashi - Ragazza
- Active Raid - Ragazza
- Please Tell Me! Galko-chan - Yabana
- BBK/BRNK - Laetitia Nilgiri Swanson
- Undefeated Bahamut Chronicle - Alunno
- The Asterisk War 2ª stagione - Maria
- Shōnen Maid - Hiroshi Takei, Antaro, Kuromame
- Momokuri - Alunno
- Handa-kun - Miyoko Kinjo
- Regalia: The Three Sacred Stars - Yuinshiel Asteria
- Girlish Number - Yae Kugayama

2017
- Urara Meiro-chō - Kon Tatsumi
- Kirakira Precure À La Mode - Miku Kenjo

2019
- That Time I Got Reincarnated as a Slime - Tear

2020
- Wandering Witch: The Journey of Elaina - Elaina[2]

2021
- I've Been Killing Slimes for 300 Years and Maxed Out My Level - Laika[3]
- Mieruko-chan (Hana Yurikawa)[4]

2022
- Akebi's Sailor Uniform - Yasuko Nawashiro[5]

2023
- The Iceblade Sorcerer Shall Rule the World - Clarisse Cleveland
- The Reincarnation of the Strongest Exorcist in Another World - Fiona Urd Alegreif
- La principessa sacrificale e il re delle bestie - Carcara

2024
- Mission: Yozakura Family - Mutsumi Yozakura
- Rising Impact (ONA) - Yumiko Koizumi
- The Strongest Tank's Labyrinth Raids - Nin

### Film
2016
- Pop in Q - Daren

2018
- Mirai - Mirai Ota(Bambina)

### Videogiochi
- Kantai Collection - Oyashio
- Judgment - Tsukino Saotome
- Blue Archive - Hifumi Ajitani
- Tsukihime: A piece of blue glass moon - Ciel
- Lost Judgment - Tsukino Saotome
- Melty Blood: Type Lumina - Ciel
- Digimon Survive - Aoi Shibuya
- Goddess of Victory: Nikke - Novel
- Persona 5: The Phantom X - Motoha Arai
- 404 GAME RE:SET - Fighting Vipers
- Unicorn Overlord - Nina
- Venus Vacation Prism: Dead or Alive Xtreme - Fiona